# Juan Carlos Díaz Quincoces
Juan Carlos Díaz Quincoces conosciuto come Juan Carlos Quincoces o anche Quincoces II (Vitoria-Gasteiz, 26 gennaio 1933 – 28 novembre 2002) è stato un calciatore spagnolo di ruolo difensore.

## Biografia
Juan Carlos nel mondo del calcio veniva chiamato con il cognome materno, in quanto suo zio materno era Jacinto Quincoces, celebre calciatore e allenatore. Egli fu suo allenatore al Valencia.

## Caratteristiche tecniche
Era un difensore che poteva giocare come centrale o come terzino destro.

## Carriera

### Club
Si formò come calciatore nel Valencia Mestalla, in Segunda División. Esordì con il Valencia in prima squadra il 25 aprile 1954, contro l'Osasuna, in occasione dell'ultima giornata della Liga spagnola. L'allenatore della prima squadra era suo zio materno Jacinto Quincoces. La sua prestazione fu convincente, tanto che Juan Carlos si meritò un posto nella squadra titolare per disputare la Coppa del Generalissimo, che all'epoca si disputava da maggio e giugno. Giocò da titolare tutte le partite dei quarti e delle semifinali, inclusa la finale vinta per 3-0 contro il Barcellona. Vinse così il primo trofeo della sua carriera.
Iniziò la stagione successiva come difensore titolare della prima squadra, posto che mantenne per le successive dieci stagioni, diventandone anche il capitano.. Nel 1960 subì un duro infortunio che lo tenne temporaneamente fuori squadra. Si riprese e ritornò a essere uno dei titolari del Valencia, con cui vinse anche due Coppe delle Fiere consecutive, nel 1962 e nel 1963.
Successivamente, dal  1964 al 1965, giocò nel Real Murcia Club de Fútbol.

### Nazionale
Collezionò 8 presenze con la Nazionale spagnola, la prima delle quali risale al 26 maggio 1957 contro la Scozia (vittoria per 4-1 al Bernabéu di Madrid).

## Palmarès

### Competizioni nazionali
- Coppa di Spagna: 1

Valencia: 1954

### Competizioni internazionali
- Coppa delle Fiere: 2

Valencia: 1961-1962, 1962-1963